# Cincibil
Cincibil je bil kralj zahodnega Norika, ki je vladal okoli 170 pr. n. št. Z Rimljani je sklenil prijateljsko pogodbo. Vzhodnim področjem Norika je v istem obdobju vladal kralj Balanos.